# Залц (Вестервалд)
Залц (њем. Salz) општина је у њемачкој савезној држави Рајна-Палатинат. Једно је од 192 општинска средишта округа Вестервалд. Према процјени из 2010. у општини је живјело 892 становника. Посједује регионалну шифру (AGS) 7143290.

## Географски и демографски подаци
Залц се налази у савезној држави Рајна-Палатинат у округу Вестервалд. Општина се налази на надморској висини од 320 метара. Површина општине износи 5,0 km². У самом мјесту је, према процјени из 2010. године, живјело 892 становника. Просјечна густина становништва износи 180 становника/km².